# Pedro Confesor
Pedro Rafael Confesor (Buenos Aires, 1945-Ciudad de Salta, 10 de febrero de 2016) fue un futbolista y entrenador argentino que se desempeñó como centrocampista.

## Trayectoria
Debutó en la primera de Chacarita Juniors en 1963. En 1972 fue contratado por Altos Hornos Zapla a pedido del técnico José “Piojo” Yudica y en 1975 fue contratado por Central Norte, club con el que permaneció hasta su retirada en 1982.
Falleció el 10 de febrero de 2016 a la edad de 70 años luego de estar meses internado. Sus restos fueron cremados.

## Clubes[4]

### Como jugador
| Club                    | País      | Año         |
| ----------------------- | --------- | ----------- |
| Chacarita Juniors       | Argentina | 1963 - 1965 |
| Club Ferro Carril Oeste | Argentina | 1965 - 1966 |
| Nueva Chicago           | Argentina | 1967        |
| Club Atlético Fénix     | Argentina | 1968        |
| Talleres (RdE)          | Argentina | 1969 - 1972 |
| Altos Hornos Zapla      | Argentina | 1972 - 1975 |
| Central Norte           | Argentina | 1975 - 1977 |
| San José                | Bolivia   | 1978        |
| Central Norte           | Argentina | 1979 - 1982 |

### Como entrenador
| Club                    | País    | Año         |
| ----------------------- | ------- | ----------- |
| Estudiantes Frontanilla | Bolivia | 1988 - 1993 |

## Palmarés
- Ganador del Torneo Regional de 1974.
- Campeón de la Liga Jujeña de Fútbol de 1973 y 1974.
- Campeón de la Liga Salteña de Fútbol de 1976, 1979, 1981 y 1982.